# 外因性
さまざまな文脈において外因性（英: exogeny）または外生性（英: exogeneity、ギリシャ語の ἔξω 「外部」と -γένεια 「生成する」から）とは、作用や対象が外部から発生する事実のことである。これは、システム内で影響を受けるという事実である内因性（英: endogenous）または内生性（英: endogeny）とは対照的である。
- 経済モデルにおいて、外因性変化（英: exogenous change）とは、モデルの外側から発生し、モデルでは説明できない変化のことである。
- 計量経済学では、内因性の確率変数は計量経済学モデルの誤差項と相関しているが、外因性の確率変数は相関しない[2]。
- 生物学において、たとえば医用画像診断における外因性造影剤とは、腫瘍などの病理の視認性を高めるために患者に静脈注射される液体のことである。外因性因子（英: exogenous factor）とは、内因性因子とは対照的に、生物や生細胞内に存在し活性を持つが、その生物の外部で発生した任意の物質である。
  - 医学における外因性因子には、病原体と治療薬の両方が含まれる。
  - トランスフェクションやウイルス形質導入によって細胞に導入されるDNAも外因性因子である。
  - 発がん性物質は外因性因子である。
- 地理学では、外因性プロセスはすべて、地球や他のすべての惑星の外で起こる。風化、侵食、輸送、沈降が主な外生的プロセスである。
- 注意心理学において、外因性刺激とは、意識的な意図のない外部刺激のことである[3]。この例は、視覚の周辺にある点滅する光に注意を向けることである。
- ゲームの研究であるルドロジーでは、外因性のアイテムとは、ゲーム自体の外にあるものを指す。したがって、大規模複数プレイヤー参加型オンラインゲームのアイテムは、人々がゲーム内通貨ではなく現実世界のお金で購入していれば外因性の価値がある（ただし、ゲーム内でのコストは内在的なものである）。
- 材料科学では、物質の外因性特性とは、外部または外部からの影響に由来するものであり、たとえばナノドープ材料があげられる。
- 哲学では、自己の存在の起源、あるいは自己のアイデンティティが、自然界や影響を受けた領域の外から発せられたり、維持されたりすることを外因性という。